# Sinoxylon beesoni
Sinoxylon beesoni är en skalbaggsart som beskrevs av Pierre Lesne 1931. Sinoxylon beesoni ingår i släktet Sinoxylon och familjen kapuschongbaggar. Inga underarter finns listade i Catalogue of Life.